# Güney, Turgutlu
Güney là một xã thuộc huyện Turgutlu, tỉnh Manisa, Thổ Nhĩ Kỳ. Dân số thời điểm năm 2011 là 289 người.